# Odontoglossum hallii
Odontoglossum hallii (tên tiếng Anh: Hall's Odontoglossum) là một loài phong lan có ở Colombia tới Ecuador.

## Hình ảnh

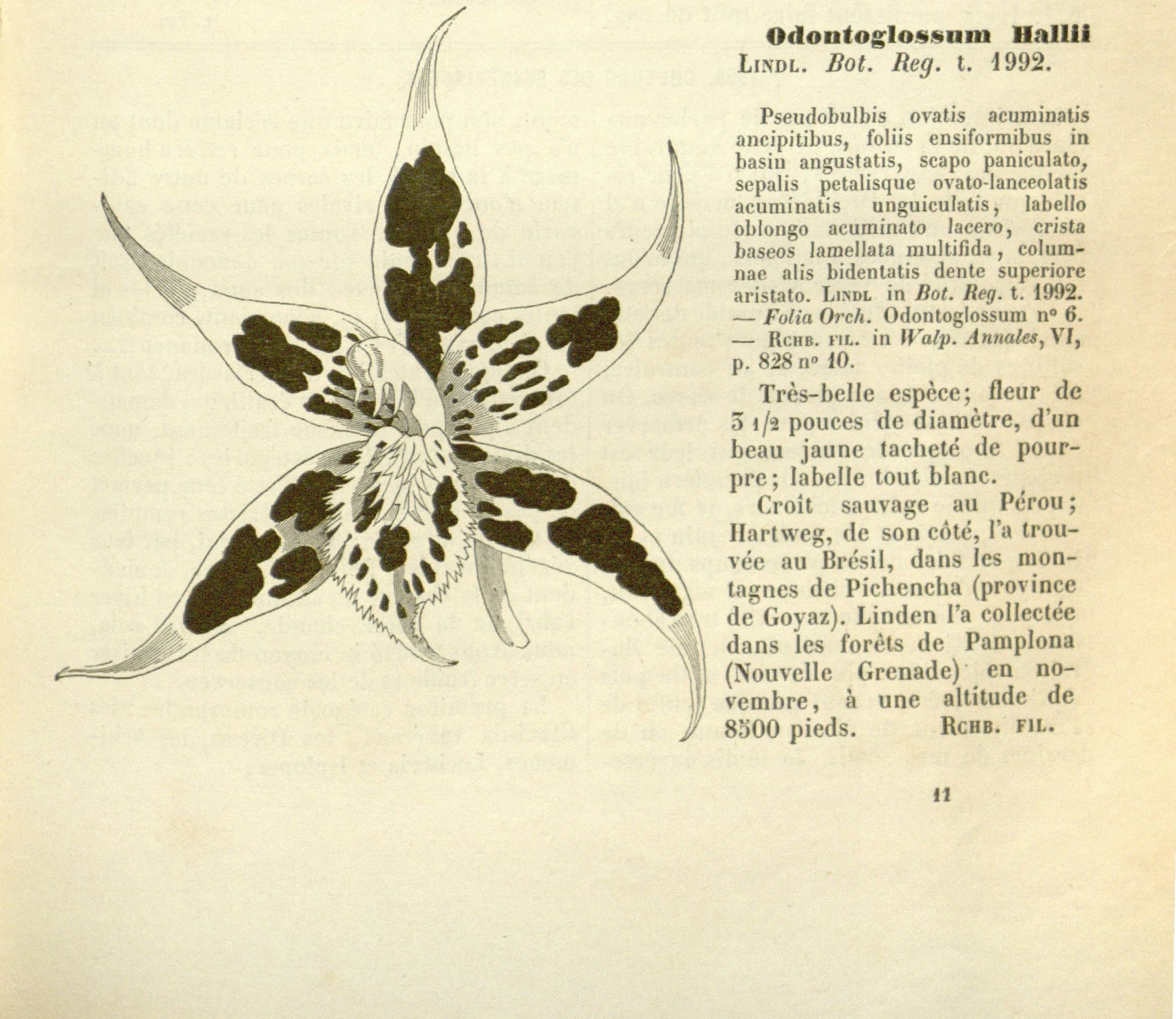
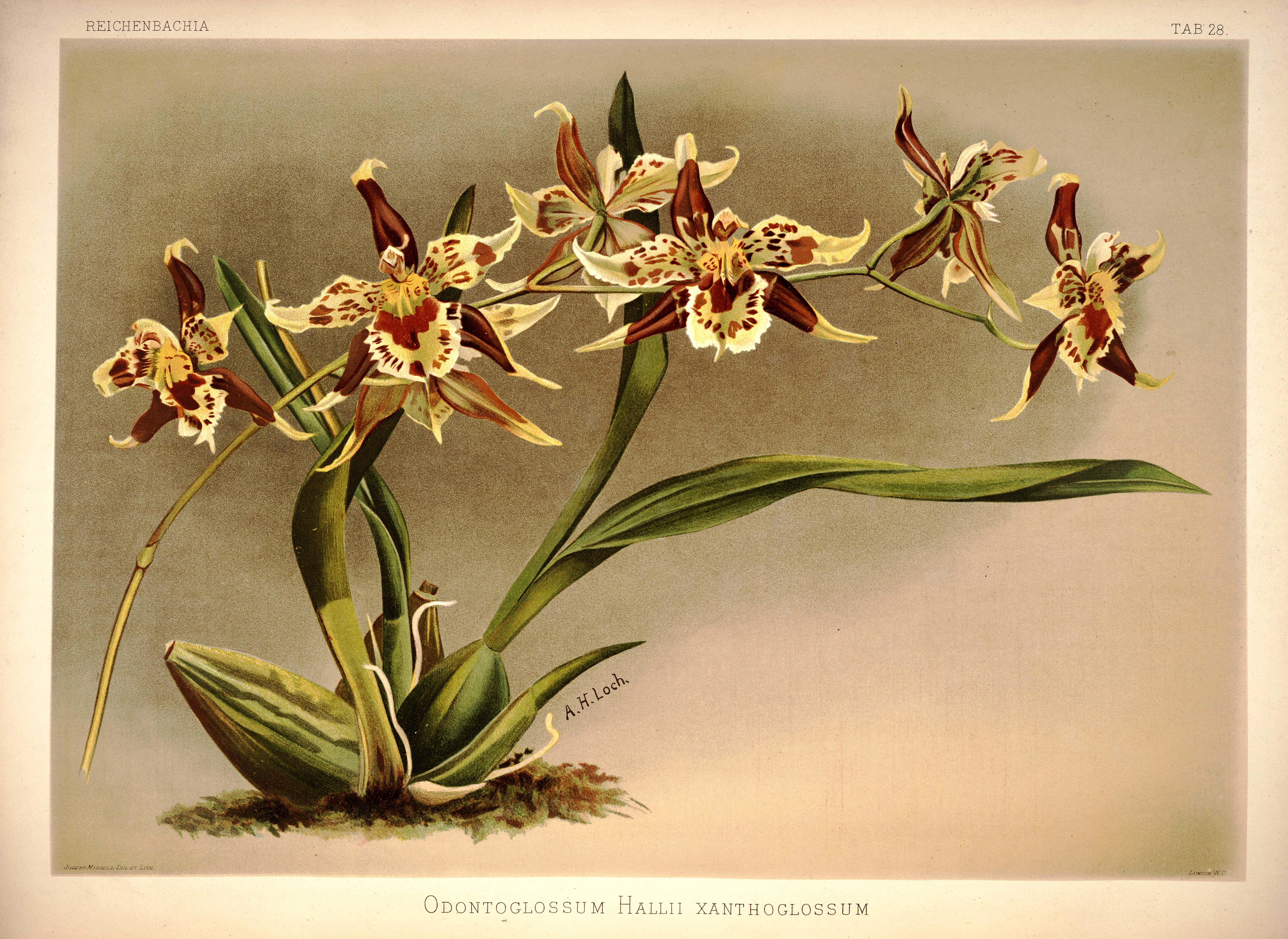
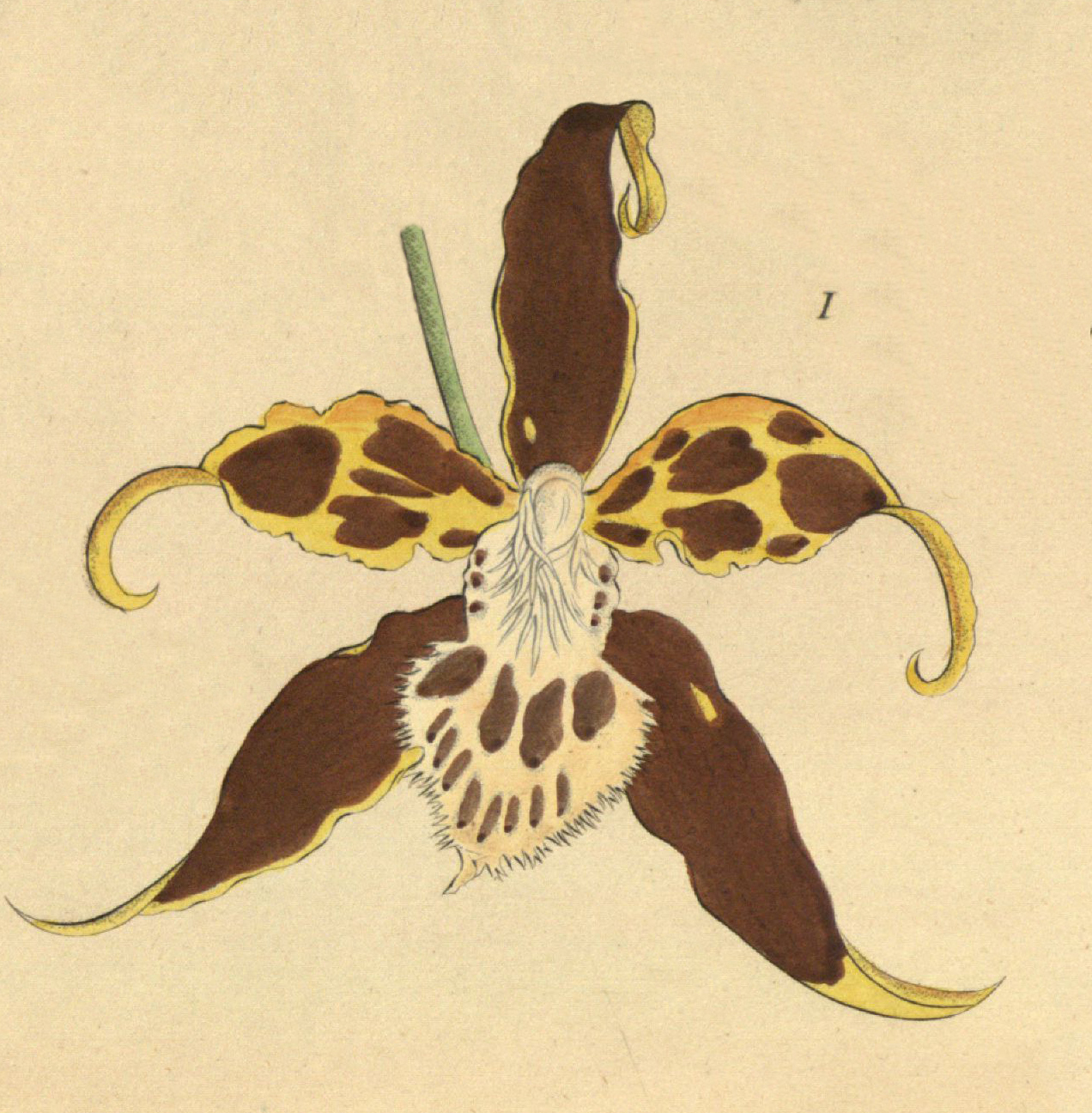
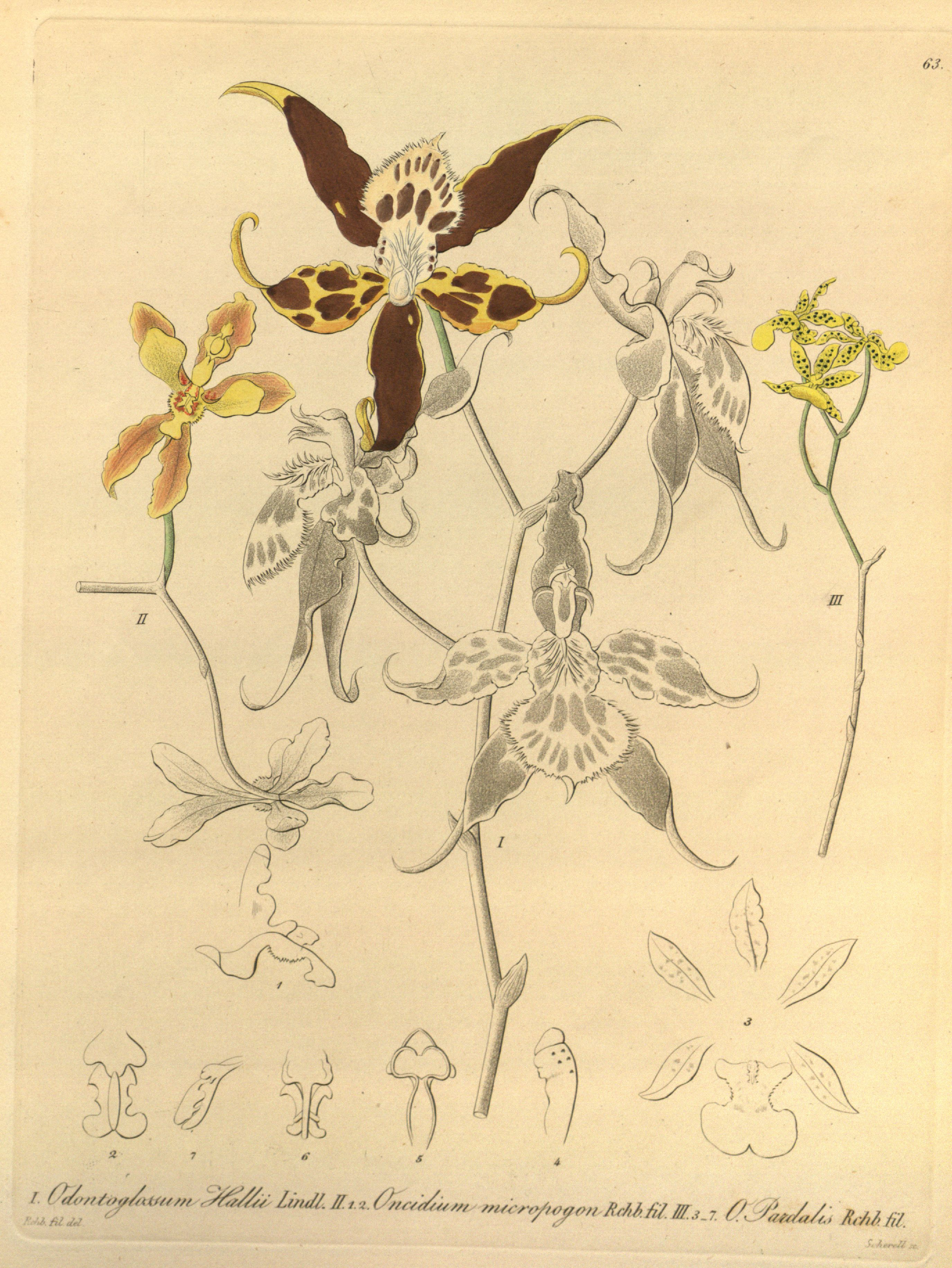